# 1109

## أحداث
- 12 يوليو: نهاية حصار طرابلس والذي بدأ في 1102.
- معركة ناكلو: فيها هزم الجيش البولندي بقيادة بولسلاف الثالث الجيش البومري.
- معركة هاندسفيلد: هزم البولنديون الإمبراطورية الرومانية المقدسة.
- 14 أغسطس – معركة جلوجوف: البولنديون يهزمون مجددا الإمبراطورية الرومانية المقدسة.
- فولك الرابع يصبح كونت أنجو.
- ألفونسو الأول ملك أراغون يتزوج أوراكا ملكة كاستيله.
- الصليبيون يستولون على طرابلس وبيروت.
- أنسيلم من لاون يصبح مستشارا للاون.
- نهاية إمارة نيترا بعدما عزل ملك المجر حاكمها.

## مواليد
- 25 يوليو – ألفونسو الأول ملك البرتغال.

## وفيات
- 21 أبريل – أنسيلم من كانتربري، كبير أساقفة كانتربري.
- وليام جوردان كونت سردانيا وطرابلس.
- ألفونسو السادس ملك قشتالة
- سعادة المستظهري
- ياسمينة السيراوندية
- 2 فبراير - أبو زكريا يحيى بن علي بن محمد، المعروف بالخطيب التبريزي، أحد أعلام اللغة والأدب في القرن الخامس الهجري، وصاحب الشروح المعروفة لعدد من المجموعات الشعرية، مثل: المعلقات والمفضليات والحماسة.